# Вексилум
Вексилум (на латински: vexillum) е военнополеви щандарт – знаме, използвано в Древен Рим. За разлика от обикновените знамена, при които платът е закачен на вертикалната страна на подемника (дръжката), при вексилума знамето виси от Т–образна дръжка. Носещият вексилума се нарича вексиларий (vexillarius или vexillifer). Точно като при модерните армейски щандарти и знамена, вексилумът е бил ценен символ на римския легион, на който принадлежи, и съответно е защитаван по време на битка да не попадне във вражеските ръце.
Вексилумът се давал като военна почест на високопоставени военачалници, като Марк Випсаний Агрипа и др.